# 第10回全日本大学女子硬式野球選手権 高知大会
第10回全日本大学女子硬式野球選手権 高知大会（だい10かい ぜんにほんだいがくじょしこうしきやきゅうせんしゅけん こうちたいかい）は、2024年5月16日から5月20日まで高知県の安芸市営球場および高知市東部野球場で行われた全日本大学女子硬式野球選手権 高知大会である（全日本選手権対象大会）。

## 概要
大会概要
- 主催：全日本女子野球連盟、安芸市、高知市
- 主管：全日本大学女子硬式野球連盟、全日本大学女子硬式野球連盟高知大会実行委員会
- 協力：高知県立室戸高等学校女子硬式野球部、高知中央高等学校女子硬式野球部
- 後援：高知県、(公財)高知県観光コンベンション協会、高知新聞社、RKC高知放送、KUTVテレビ高知、KSS高知さんさんテレビ、NHK高知放送局、高知ケーブルテレビ、エフエム高知
- 協賛：興和、ニューイースト（トヨタサントリーミドリエ 日本販売総代理店）、電光石火、ミズノ
- 審判協力：高知県軟式野球連盟審判員 (4人制)
- 使用球提供：日本野球連盟(JABA)公認 ミズノ公式試合球[3]
- タイブレーク：延長8回以降 / 決勝：延長10回以降
- 使用球場：
  - 安芸市営球場
  - 安芸市営球場　補助グラウンド
  - 高知市東部総合運動場野球場

日程
- 2024年5月16日 - 5月19日（予備日：5月20日）

## 出場大学
出場数：全15大学
| 所属   | 大学                           | 出場回数 |
| ------ | ------------------------------ | -------- |
| 北海道 | 札幌国際大学（北海道）         | 4回目    |
| 東北   | 仙台大学（宮城）               | 2回目    |
| 関東   | 新潟医療福祉大学（新潟）       | 初出場   |
| 関東   | 尚美学園大学（埼玉）           | フル出場 |
| 関東   | 平成国際大学（埼玉）           | フル出場 |
| 関東   | 秀明大学（千葉）               | 2回目    |
| 関東   | 日本大学国際関係学部（静岡）   | フル出場 |
| 中部   | 福井工業大学（福井）           | 2回目    |
| 中部   | 至学館大学（愛知）             | フル出場 |
| 関西   | びわこ成蹊スポーツ大学（滋賀） | 初出場   |
| 関西   | 京都文教大学（京都）           | 初出場   |
| 関西   | 桃山学院教育大学（大阪）       | フル出場 |
| 関西   | 大阪体育大学（大阪）           | フル出場 |
| 中四国 | 環太平洋大学（岡山）           | フル出場 |
| 中四国 | 至誠館大学（山口）             | 2回目    |

## 結果
| 1回戦                     | 準々決勝              | 準決勝            | 決勝                  | 準決勝                | 準々決勝              | 1回戦                   |
| ------------------------- | --------------------- | ----------------- | --------------------- | --------------------- | --------------------- | ----------------------- |
| 仙台 4-0 京都文教         | 秀明 3-1 仙台         | 平成国際 2-1 秀明 | 平成国際 1-0 日大国際 | 日大国際 3-2 環太平洋 | 環太平洋 1-0 桃山教育 | 桃山教育 7-0 びわこ成蹊 |
| 秀明 6-0 至誠館           | 秀明 3-1 仙台         | 平成国際 2-1 秀明 | 平成国際 1-0 日大国際 | 日大国際 3-2 環太平洋 | 環太平洋 1-0 桃山教育 | 環太平洋 2-1 福井工業   |
| 大阪体育 8-0 新潟医療福祉 | 平成国際 2-1 大阪体育 | 平成国際 2-1 秀明 | 平成国際 1-0 日大国際 | 日大国際 3-2 環太平洋 | 日大国際 3-2 尚美学園 | 日大国際 4-2 至学館     |
| 平成国際 4-1 札幌国際     | 平成国際 2-1 大阪体育 | 平成国際 2-1 秀明 | 平成国際 1-0 日大国際 | 日大国際 3-2 環太平洋 | 日大国際 3-2 尚美学園 | ---                     |

| 3位決定           | 3位決定               |
| ----------------- | --------------------- |
| 秀明 3-0 環太平洋 |                       |
| 5位決定           |                       |
| 大阪体育 2-0 仙台 | 桃山教育 3-0 尚美学園 |

| 順位決定戦1           | 順位決定戦1         |  | 順位決定戦2             | 順位決定戦2         |
| --------------------- | ------------------- |  | ----------------------- | ------------------- |
| 至誠館 6-1 京都文教   | 至誠館 4-1 札幌国際 |  | 福井工業 7-2 びわこ成蹊 | 福井工業 6-2 至学館 |
| 札幌国際 6-2 新潟医福 | 至誠館 4-1 札幌国際 |  | 福井工業 7-2 びわこ成蹊 | 福井工業 6-2 至学館 |

※「順位決定戦」として試合が行われたが、具体的な順位は公表されておらず、複数校が同順位のまま大会が終了している。

## 順位
- 1位：平成国際大学[6]
- 2位：日本大学国際関係学部
- 3位：秀明大学、（環太平洋大学）